# Sudiți

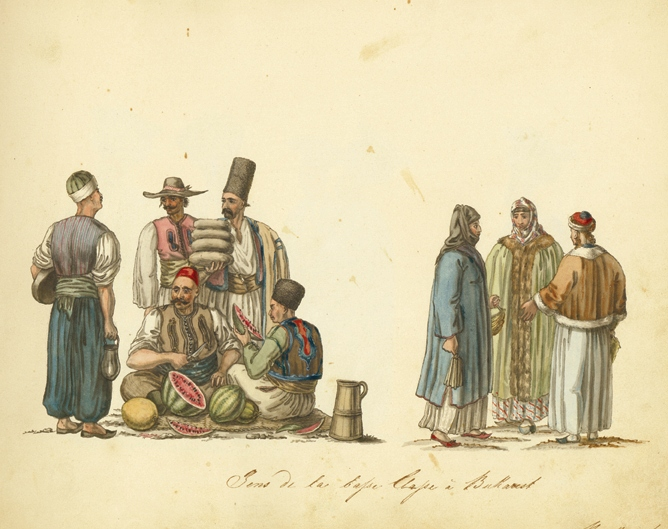
Locuitori ai Bucureştiului la sfârșitul anilor 1700

Sudiți (pluralul lui Sudit, cu semnificația de "subiect" sau "cetățean") erau considerați locuitorii Principatelor Danubiene (Valahia și Moldova), care în ultima parte a secolului al XVIII-lea și o parte din secolul al XIX-lea (pe timpul și după perioada fanariotă) au fost sub protecția unor state străine (în general Imperiul Habsburgic, Imperiul Rus și Franța), ca răsplată pentru anumite servicii prestate sau în schimbul diverselor plăți. 
Drepturile oferite includeau imunitatea în fața celor 2 autorități locale: Imperiul Otoman și voievozii. De asemenea, ei erau scutiți de plata unor taxe.

## Istoric
Această categorie a fost recunoscută în 1774 prin Tratatul de la Kuciuk-Karnardji, care a condus la crearea de consulate străine în Iași și în București.
Categorie socială foarte puternică și în permanentă expansiune, sudiții erau în timpul războaielor ruso-turce (care au afectat agricultura Principatelor) niște comercianți desăvârșiți. Ei erau organizați în bresle sau isnafuri, fiind niște concurenți importanți ai românilor în anumite domenii comerciale (Tratatul de la Adrianopol din 1829 deschidea calea schimbului comercial între cele 2 state semnatare). Sudiții s-au dezvoltat în perioada administrației rusești (1828-1857).

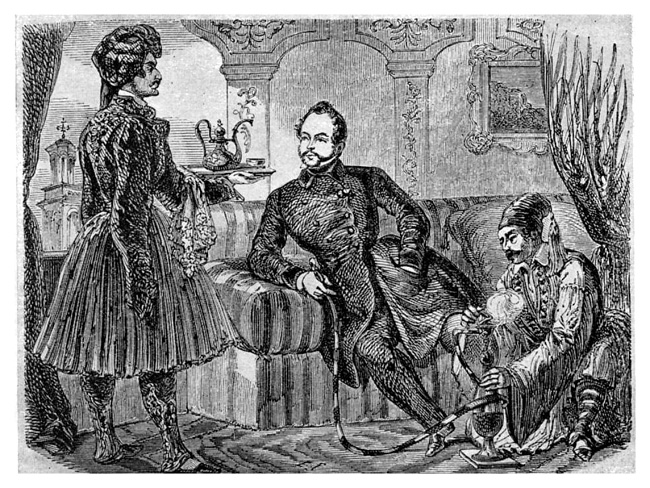
Adolphe Billecoq, consul francez în Țara Românească (1843)

Printre cei mai cunoscuți sudiți se numără Tudor Vladimirescu și Dimitrie Macedonski, conducătorii revoluției de la 1821. De asemenea, mulți sudiți proveneau din rândurile evreilor așkenazi (nemți), plecați din Rusia și din Regatul Galiției și Lodomeriei (aflat în acel moment sub dominația Imperiului Austriac).
Această categorie a dispărut după anul 1878 (sfârșitul Războiului de Independență).